# Mimi Kennedy
Mary Claire Kennedy (Rochester (New York), 25 september 1949) is een Amerikaans actrice.
Mimi Kennedy begon haar acteercarrière op het toneelpodium, tegenover de beroemde televisiekomediant Sid Caesar. Ook speelde ze de rol van Jan in zowel de nationale tournee als de originele Broadway-productie van Grease.
Ze vergaarde bekendheid dankzij haar rol in de serie 3 Girls 3, en zat daarna dan ook niet zonder televisiewerk. Voor haar rol in de serie Homefront (1991) verdiende ze een American Television Award voor Beste Vrouwelijke Bijrol. Ook werkte ze achter de schermen voor de serie Knots Landing. Ook verscheen ze in vele televisiefilms en miniseries.
Ze is getrouwd met Larry Dilg; ze hebben twee kinderen.

## Filmografie
- 3 Girls 3 Televisieserie – Rol onbekend (1977)
- Getting Married (Televisiefilm, 1978) – Jenny
- Stockard Channing in Just Friends Televisieserie – Victoria (13 afl., 1979)
- Family Televisieserie – Karen (Afl., Going Straight, 1979)
- Thin Ice (Televisiefilm, 1981) – Arlene
- The Two of Us Televisieserie – Nan Gallagher (20 afl., 1981-1982)
- I've Had It Up to Here (Televisiefilm, 1982) – Rol onbekend
- Popular Neurotics (Televisiefilm, 1984) – Rol onbekend
- St. Elsewhere Televisieserie – Lois Wegener (Afl., Homecoming, 1984|The Children's Hour, 1984)
- Spencer Televisieserie – Doris Winger (13 afl., 1984-1985)
- Robert Kennedy & His Times (Mini-serie, 1985) – Pat Kennedy
- Night Court Televisieserie – Patty Douglas (Afl., Married Alive, 1985)
- Tall Tales and Legends Televisieserie – Bens moeder (Afl., Davy Crockett, 1985)
- Mr. Boogedy (Televisiefilm, 1986) – Eloise Davids
- The New Twilight Zone Televisieserie – Christie Copperfield (Afl., Aqua Vita, 1986)
- Bride of Boogedy (Televisiefilm, 1987) – Eloise Davis
- Baby Girl Scott (Televisiefilm, 1987) – Jane
- Family Man Televisieserie – Andrea Tobin (7 afl., 1988)
- Chances Are (1989) – Sally
- Tales from the Crypt Televisieserie – Vrouw die overstuur is (Afl., The Man Who Was Dead, 1989)
- Immediate Family (1989) – Eli's moeder
- ABC Weekend Specials Televisieserie – Mrs. Gridley (Afl., The Mouse and the Motorcycle, 1986|Ralph S. Mouse, 1990)
- Major Dad Televisieserie – Cassandra Loomis (Afl., Standing Tall, 1990)
- Pump Up the Volume (1990) – Marla Hunter
- A Promise to Keep (Televisiefilm, 1990) – Annie
- Sins of the Mother (Televisiefilm, 1991) – Karen
- Knots Landing Televisieserie – Doris (Afl., Where There's a Will, There's a Way, 1991)
- Dinosaurs Televisieserie – Glenda Molehill (Afl., Switched at Birth, 1991, stem)
- Death Becomes Her (1992) – Vrouw #2
- Flashfire (1993) – Kate Cantrell
- Homefront Televisieserie – Ruth Sloan (41 afl., 1991-1993)
- Joe's Life Televisieserie – Barb (11 afl., 1993)
- Second Chances Televisieserie – Makelaar (Afl., Pilot, 1993)
- The George Carlin Show Televisieserie – Judith (Afl., George Speaks His Mind, 1994)
- Bless This House Televisieserie – Mrs. Elkins (Afl., Pilot, 1995)
- ABC Afterschool Specials Televisieserie – Elaine Marshall (Afl., Fast Forward, 1995)
- Baywatch Nights Televisieserie – Rol onbekend (Afl., Pursuit, 1995)
- Partners Televisieserie – Shana (Afl., City Hall, 1995)
- Reasons of the Heart (1996) – Celia Barton
- Dream On Televisieserie – Rol onbekend (Afl., Second Time Aground, 1996)
- Homicide: Life on the Street Televisieserie – Dr. Kate Wystan (Afl., I've Got a Secret, 1996)
- Once You Meet a Stranger (Televisiefilm, 1996) – Connie
- Savannah Televisieserie – Eleanor Alexander Burton (Afl. onbekend, 1996-1997)
- Cybill Televisieserie – Gretchen (Afl., The Wedding, 1997)
- Buddy (1997) – Mrs. Bunny Bowman
- Pacific Palisades Televisieserie – Amy Nichols (Afl., Runaway, 1997|Past & Present Danger, 1997|Desperate Measure, 1997)
- Erin Brockovich (2000) – Laura Ambrosino
- Dharma & Greg Televisieserie – Abby O'Neil (119 afl., 1997-2002)
- Wild Card Televisieserie – Mimi (Afl., Mimi's Assets, 2003)
- Come to Papa Televisieserie – Barb (Afl., The Crush, 2004)
- Cold Case Televisieserie – Elena – 1978, 2005 (Afl., Bad Night, 2005)
- Grey's Anatomy Televisieserie – Verna Bradley (Afl., Bring the Pain, 2005)
- House M.D. Televisieserie – Greta (Afl., Failure to Communicate, 2006)
- The Young and the Restless Televisieserie – Feather (Episode 1.8432, 1.8433 & 1.8547, 2006)
- Man in the Chair (2007) – Mom
- Medium Televisieserie – Helen (Afl., Whatever Possessed You, 2007)
- ER Televisieserie – Sergeant O'Malley (Afl., Officer Down, 2007)
- Cane Televisieserie – Mary (Afl., One Man Is an Island, 2007)
- Ghost Whisperer Televisieserie – Tracy Edmondson (Afl., Home But Not Alone, 2008)
- In the Loop (2009) – Karen Clarke
- Rita Rocks Televisieserie – Tante Mavis (Afl., I Can't Make You Love Me, 2009)
- Private Practice Televisieserie – Eleanor (Afl., The Parent Trap, 2009|Blowups, 2009)
- The Three Gifts (Televisiefilm, 2009) – Rita Green
- A Single Woman (2009) – Verhalenvertelster
- Life of Lemon (2010) – Louise Phillips
- Midnight in Paris (2011) – Helen

- Bibliothèque nationale de France: cb141930385 (data)
- International Standard Name Identifier: 0000 0000 0112 3740
- Library of Congress Control Number: n96047192
- Virtual International Authority File: 56820395
- WorldCat: E39PBJvMtD6hpr8mbjGbw8WkXd